# Генуезький міст (Феодосія)
Генуезький міст — частина Генуезької фортеці в місті Феодосія (Крим, Україна), побудованої генуезцями в XIV столітті. Пам'ятка архітектури національного значення, охоронний номер 010057.

## Опис пам'ятки
Генуезька фортеця в Феодосії зведена навколо Карантинного пагорба, на крутих в сторону моря схилах, що могли служити первинною перешкодою для ворога. Під мурами пролягав глибокий рів, яким було обнесено все місто. Рів був викладений з боків каменем і служив як для цілей захисту міста, так і для стоку дощової води, що потоками стікала з навколишніх пагорбів.
Двома крайніми кінцями рів впирався в море, одним кінцем — за вежею Костянтина, іншим за карантинним муром. Через рів були перекинуті кам'яні мости, частина яких збереглася.
Неподалік від вежі Костянтина, приблизно на місці пам'ятника на братській могилі, були головні міські ворота. У них була вправлена вапняна плита із зображенням св. Георгія на коні (зберігається в музеї).
Через рів до воріт був перекинутий міст. Цей міст не зберігся.
Біля водорозбірного басейну зберігся інший генуезький міст, покритий зараз бруківкою і погано помітний. Але саме його і називають зазвичай Генуезьким мостом (вул. Старокарантинна, перетин з вул. Леніна, автобусна зупинка «Міст»). Звід цього мосту викладений з цегли, довжина його 10 метрів. По цьому уцілілому до наших днів Генуезькому мосту можна було підійти до південних воріт цитаделі. Це одноарковий міст, складений з оброблених блоків вапняку, перекинутий через неглибокий яр, який є лише залишками середньовічного рову, що оперізував Феодосію по периметру. У минулому сторіччі його розширили шляхом будівництва впритул нового моста. Таким чином, це єдиний міст на території України, розміщений на одній з магістральних вулиць міста, який функціонує з XIV століття. Дещо молодшим від нього є «Турецький міст» над рікою Смотрич біля фортеці у Кам'янці-Подільському, його було побудовано у XVI ст.
Інший міст, що зберігся, видно на перетині Адміральського бульвару (колишньої вул. Кріпосної) і Суворовської вулиць, проти педтехнікуму. Під час ремонту цього мосту з товщі його були витягнуті шматки гончарних труб, які подавали воду з колодязів на пагорбах в місто. Одна труба з мосту зберігається в музеї.
Проти карантинних мурів, побудованих в більшій частині з фортечного матеріалу і на старих фундаментах, добре зберігся ще один міст, неподалік від якого можна бачити фортечний рів, що найкраще зберігся саме в цьому місці.
Всього таких мостів у Феодосії є п'ять (Генуезький міст, М'ясницький міст, міст св. Антонія, два мости через генуезький рів), і всі вони охоронялися баштами.
Після анексії Криму Росією Генуезький міст зареєстрований як «об'єкт культурної спадщини» «генуезький міст, XIV ст. (Уч.№ 270-Н)» Розпорядженням Уряду РФ від 17.10.2015 № 2073-р.